# AC-130 Operation Devastation
AC-130 Operation Devastation là một trò chơi máy tính thuộc thể loại bắn súng góc nhìn thứ nhất lấy bối cảnh các cuộc chiến trong 30 năm gồm chiến tranh Việt Nam, xâm lược Panama và chiến tranh Iraq chủ yếu xoay quanh việc người chơi điều khiển chiếc máy bay AC-130 chống lại các mục tiêu trên bộ, trên biển và trên không của đối phương do hãng Frozen Codebase phát triển và ValuSoft phát hành chỉ dành cho hệ điều hành Microsoft Windows. Game được phát hành vào ngày 26 tháng 1 năm 2009 tại Bắc Mỹ.

## Đón nhận
Allgame xếp loại AC-130 Operation Devastation ở mức trung bình, chỉ chấm với số điểm là hai và phân nửa trên năm.